# Моштейруш (Понта-Делгада)
Моштейруш (порт. Mosteiros) — район (фрегезия) в Португалии, входит в округ Асориш. Расположен на острове Сан-Мигел. Является составной частью муниципалитета Понта-Делгада. Население составляет 1196 человек на 2001 год. Занимает площадь 8,98 км².
Покровителем района считается Дева Мария (порт. Nossa Senhora da Conceição).